# Chrysophyllum acreanum
Chrysophyllum acreanum är en tvåhjärtbladig växtart som beskrevs av Albert Charles Smith. Chrysophyllum acreanum ingår i släktet Chrysophyllum och familjen Sapotaceae. IUCN kategoriserar arten globalt som sårbar. Inga underarter finns listade i Catalogue of Life.